# نجوين شوان منه
نجوين شوان منه هو شخصية أعمال فيتنامي، ولد في 3 فبراير 1971.